# Nijemci kolonije Tovar
Nijemci kolonije Tovar, malena njemačka zajednica naseljena na području venezuelske države Aragua na području općine Tovar (Colonia Tovar), oko 60 kilometara zapadno od Caracasa. Koloniju su osnovali u 19. stoljeću (travanj 1843.) njemački kolonisti čije je porijeklo, prema njihovom govoru, negdje iz južne Njemačke i možda susjedne Austrije i Švicarske, koji govore alemanskim jezikom alemán coloneiro, nerazumljivim standardnom njemačkom. Ovdje su ostali odsječeni mnoge godine od ostatka zemlje i uspjeli očuvati kroz generacije svoje tradicionalne kulturne karakteristike, kao plesove, nošnju i jezik, premda danas svi govore i španjolski. 
Danas im populacija iznosi preko 8.000. U njihovoj kulturi prisutan je tradicionalni Octoberfest (Fiesta de la Cerveza). Svetac zaštitnik im je Sveti Martin iz Toursa.

## Vanjske poveznice
- Colonia Tovar - Venezuela  Arhivirana inačica izvorne stranice od 2. lipnja 2012. (Wayback Machine)
- Colonia Tovar  Arhivirana inačica izvorne stranice od 29. siječnja 2008. (Wayback Machine)